# Kurs-Gewinn-Wachstums-Verhältnis
Das Kurs-Gewinn-Wachstums-Verhältnis (KGWV; Erweiterung des KGV durch Wachstumserwartung, engl.: price/earnings to growth ratio) dient als Kennzahl zur Bewertung der Aktien von Wachstumswerten. Als Abkürzung hat sich auch im deutschen Sprachgebrauch das englische PEG eingebürgert.
Zur Berechnung des PEG wird das Kurs-Gewinn-Verhältnis in Relation zum mittleren, langfristig erwarteten Gewinnwachstum gesetzt. Üblich ist eine Abschätzung für die nächsten drei bis fünf Jahre.
{\displaystyle PEG={\frac {\text{Kurs-Gewinn-Verhältnis}}{\text{erwartetes prozentuales Gewinnwachstum}}}}
Als grobe Abschätzung gilt: Bei einem PEG kleiner 1 gilt die Aktie als unterbewertet, bei einem Wert größer 1 als überbewertet.

## Beispiel
Eine Aktie wird mit KGV 10 bewertet, und die Analysten erwarten für das Unternehmen ein Gewinnwachstum von 20 % pro Jahr. Dann hat diese Aktie ein PEG von 0,5 und sollte sich bis zum Erreichen ihres fairen Wertes im Kurs verdoppeln.

## Kritik
Das zukünftige Gewinnwachstum ist nicht immer aus den Zahlen der Vergangenheit herleitbar. Unternehmen, die in konjunkturell guten Zeiten den Eindruck von Wachstumswerten machen, können sich in der Rezession als zyklisch erweisen. Vor Anwendung der PEG-Kennzahl ist daher zu prüfen, wie plausibel eine Fortsetzung des Wachstums ist. So handelt es sich zum Beispiel bei Maschinenbau-Unternehmen und deren Zulieferern, bei Rohstoff- und Chemiewerten oder bei Dienstleistungsunternehmen für Firmenkunden selten um Wachstumswerte.
Erfolgreiche, junge Unternehmen durchlaufen oft eine besonders wachstumsstarke Phase mit jährlichen Zunahmen im mittleren zweistelligen Prozentbereich. Es ist zu prüfen, ob das zu bewertende Unternehmen sich in einer solchen Phase befindet und mittelfristig eine Abschwächung der Wachstumsdynamik zu erwarten ist.
Eine weitere Schwierigkeit der PEG-Rate liegt in ihrer Ignoranz gegenüber dem Marktzinsniveau, das einen wesentlichen Einfluss auf den Wert von Aktien hat.